# Robert Guiscard
Robert Guiscard, av gammalfranska Viscart, i betydelsen Den listige eller Räven, född omkring 1015 i Normandie, död 17 juli 1085 i Porto Atheras, var normandisk hertig av Apulien och Kalabrien från 1057 till 1085. Han inledde sin karriär som stråtrövare och hästtjuv för att sluta som sin tids skickligaste krigare och statsman. 
Robert Guiscard var son till Tankred av Hauteville. Han begav sig omkring år 1047 till Italien. Med sitt krigarfölje erövrade han med tiden hela södra Italien. Enligt Sture Linnér grundade han en dynasti, skakade kristenheten i grunden, hade den främsta av medeltidens påvar i sin makt och skakade kejsartronerna både i väst och öst.
Flera av de dåtida skribenterna blev fascinerade av honom såsom Dante och kejsar Alexios dotter Anna Komnena i sitt verk Alexiaden. Han var gift med Sikelgaita.
Han företog belägringen av Bari och Roms skövling.